# Nereida Santa
Nereida Santa Cruz (* 28. Februar 2003) ist eine ecuadorianische Leichtathletin, die sich auf den Hammerwurf spezialisiert hat.

## Sportliche Laufbahn
Erste internationale Erfahrungen sammelte Nereida Santa im Jahr 2018, als sie bei den U18-Südamerikameisterschaften in Cuenca mit 57,47 m den sechsten Platz im Hammerwurf belegte. Im Jahr darauf belegte sie bei den U20-Südamerikameisterschaften in Cali mit 35,74 m und 46,73 m jeweils den sechsten Platz im Diskuswurf und Hammerwurf. 2021 belegte sie bei den Südamerikameisterschaften in Guayaquil mit 56,05 m en achten Platz im Hammerwurf und gelangte im Diskusbewerb mit 33,62 m auf Rang zehn. Anschließend gewann sie bei den U20-Südamerikameisterschaften in Lima mit 56,25 m die Silbermedaille mit dem Hammer und belegte im Diskuswurf mit 38,21 m den siebten Platz. Oktober belegte sie bei den U23-Südamerikameisterschaften in Guayaquil mit 55,22 m den sechsten Platz im Hammerbewerb, ehe sie bei den erstmals ausgetragenen Panamerikanischen Juniorenspielen in Cali mit 57,63 m auf Rang acht landete. Im Jahr darauf wurde sie bei den U20-Weltmeisterschaften ebendort mit 60,00 m Zehnte und gewann dann bei den U23-Südamerikameisterschaften in Cascavel mit 61,45 m die Silbermedaille hinter der Peruanerin Ximena Zorrilla. 2024 belegte sie bei den Südamerikameisterschaften in São Paulo mit 62,68 m den vierten Platz und im November gelangte sie bei den Panamerikanischen Spielen in Santiago de Chile mit 57,69 m auf Rang zehn. Auch bei den Ibero-Amerikanischen Meisterschaften 2024 in Cuiabá wurde sie mit 54,91 m Zehnte, ehe sie bei den U23-Südamerikameisterschaften in Bucaramanga mit 63,75 m die Goldmedaille gewann. Im Jahr darauf belegte sie bei den Südamerikameisterschaften in Mar del Plata mit 60,86 m den achten Platz. Anschließend belegte sie bei den World University Games in Bochum mit 61,90 m den siebten Platz. 
In den Jahren 2024 und 2025 wurde Santa ecuadorianische Meisterin im Hammerwurf.

## Persönliche Bestleistungen
- Diskuswurf: 39,57 m, 17. April 2021 in Guayaquil
- Hammerwurf: 66,19 m, 6. April 2024 in Quito